# Victoria Chitepo
Victoria Fikile Chitepo (27 de març de 1928 - 8 d'abril de 2016) va ser una política, activista i professora zimbabuesa. Va ser ministra del govern del Zimbàbue independent entre 1980 i 1992.

## Primers anys
Va néixer com Victoria Mahamba-Sithole a la ciutat sud-africana de mines de carbó de Dundee, a KwaZulu-Natal. Va ser educada a Sud-àfrica i va estudiar a la Universitat de Natal, on va obtenir una Bachelor of Arts i un postgrau en educació per la Universitat de Birmingham, al Regne Unit. Va conèixer el seu futur marit, Herbert, a l'Adams College, prop de Durban (Sud-àfrica). Entre 1946 i 1953 va ser professora a Natal, però es va traslladar al que era en aquella època la colònia britànica de Rhodèsia del Sud el 1955 després de casar-se amb el seu espòs zimbabuès, que treballava com a treballador social a la capital de Salisbury (ara Harare).

## Activisme polític
El 1960, Chitepo es va involucrar amb el Partit Nacional Democràtic, un moviment nacionalista que defensava els drets polítics per la majoria negra no reconeguda de Rhodèsia. El 1961 va liderar una protesta de dones al Jutjat de Pau (Magistrate's Court) de Salisbury per promoure la campanya per a la ciutadania negra.
Un any més tard, va anar amb el seu marit a Tanganyika (actual Tanzània) i va treballar com a treballadora social ajudant refugiats negres de Rhodèsia a Dar es Salaam durant tres anys, entre 1966 i 1968. El 1975 Herbert Chitepo va ser assassinat a Lusaka (Zàmbia) per agents del govern de Rhodèsia. Va romandre a Tanzània fins que Rhodèsia, reanomenada Zimbabwe, va aconseguir la seva independència i es va establir el mandat de la majoria negra el 1980.

## Carrera ministerial
En tornar a Zimbàbue, Victòria Chitepo es va presentar per a les eleccions en la circumscripció electoral de Mutasa i Buhara West en les primeres eleccions multiracials del país. Va guanyar un escó per la Unió Nacional Africana de Zimbàbue - Front Patriòtic (ZANU-PF)a la cambra baixa, la Cambra de Diputats. Va ser nomenada viceministra d'Educació i Cultura i, posteriorment, ministra d'Informació i Educació del llavors primer ministre, Robert Mugabe.
El 1982 va ser nomenada ministra de Recursos Nacionals i Turisme. Posteriorment va tornar a ser elegida a les eleccions de 1985 i va ser reelegida a la seva posició ministerial, que va mantenir fins al 1990. Després va assumir el càrrec de ministra d'Informació, Correus i Telecomunicacions abans de retirar-se el 1992.
Chitepo va tornar a la política el 2005 quan es va presentar de nou com a candidata de la ZANU-PF per a l'escó de Glen Norah a Harare. Tot i que perdre l'elecció, va romandre com a membre principal de la direcció de la ZANU-PF i va ser objecte de sancions dels Estats Units i la Unió Europea contra persones "que debiliten els processos democràtics a Zimbàbue".

## Mort i enterrament
El 8 d'abril de 2016 va ser trobada morta a casa seva a Mount Pleasant (Harare) després d'haver sofert aparentment una caiguda en el seu dormitori. Va ser enterrada el 13 d'abril al Memorial dels Herois Nacionals.